# Don't Stop Me Now
«Don't stop me now» (укр. «Не зупиняй мене зараз») — пісня британського рок-гурту «Queen» з альбому «Jazz», яка вийшла синглом 1979 року. Пісня стала дванадцятим треком альбому. Її написав фронтмен гурту Фредді Мерк'юрі. Записано в серпні 1978 року у студії «Super Bear» у Берр-лез-Альп (Приморські Альпи), Франція.
Музику пісні побудовано на грі Мерк'юрі на піаніно, у супроводі Джона Дікона на бас-гітарі й Роджера Тейлора на ударних. Пісня також є прикладом фірмового стилю «Queen»: тут використано багатоголосні вокальні партії у приспіві.
Пісня також з'явилася в альбомі-збірці гурту «Greatest Hits» 1981 року. У червні 2011 року, в рамках святкування 40-річчя «Queen», стару версію пісні, що містить більше гітарних партій, включили у бонусний EP до перевиданого і ремастованого альбому «Jazz». 2014 року читачі журналу «Rolling Stone» голосуванням обрали «Don't Stop Me Now» як свою третю найулюбленішу пісню гурту «Queen».

## Оцінки
Пісня досягла 9-го місця в чартах Великої Британії, а в США — лише 86-го місця. Позаяк альбом потрапив до «топ-10» хітів, пісня все ж потрапила на американські топові радіостанції, хоч як сингл посідала у чартах невисоке місце. З часом вона стала популярнішою не лише завдяки постійній ротації в ефірі, а й використанню у рекламі, телепередачах, фільмах та запису кавер-версій. Поступово вона стала однією з найпопулярніших пісень «Queen». Читачі журналу «Rolling Stone» обрали її третьою серед найкращих пісень гурту, зазначивши, що «час зіграв тут свою роль, і тепер її вважають одним з найкращих творів гурту». Сингл також отримав «платиновий» статус у Великій Британії.
Журналіст газети «The Guardian» Алексіс Петрідіс написав, що ця «дивовижна» пісня, можливо, взагалі є «найкращою піснею Queen». Він вважав її «прямим вираженням гедонізму та проміскуїтету [Мерк'юрі]: безрозсудний, радісний, абсолютно непереборний супровід для пошуків гомосексуальних насолод. Цікаво, чи не натякає назва пісні на суворих колег по гурту». Майк Орме з журналу «Stylus» оцінив цю передостанню композицію з альбому як одну з семи найкращих, назвавши її «найяскравішим та найенергійнішим синглом „Queen“», він прокоментував це так: «По суті, це три з половиною хвилини Фредді Мерк'юрі, коли він забирає мікрофон в решти світу, ця пісня дає йому можливість розповісти про те, яке задоволення він отримує, перебуваючи в центрі уваги».

## Музичний відеокліп
Кліп знімали у приміщенні «Forest National» в Брюсселі, Бельгія, 26 січня 1979 року. Дія відбувається на концертній сцені. Кліп починається з показу Фредді Мерк'юрі. Він одягнений в шкіряну куртку, штани та майку з логотипом нью-йоркського клубу «Mineshaft». Співак підіграє собі на роялі. Зі словами «Do not Stop Me Now» показується Роджер Тейлор і співає ці слова з Мерк'юрі. Зі вступом бас-гітари і ударних показується весь гурт. Джон Дікон одягнений в рожеву сорочку, світлий светр і чорні штани, Браян Мей — у все темне, а Тейлор — в зелений піджак і червоні штани. Хоча Мей майже не грає на гітарі, він робить вигляд, що грає свою партію. Мерк'юрі не відходить від рояля через те, що грає свою партію. Біля рояля є сидіння, проте співак жодного разу на нього не сідає. Коли рояль в пісні не грає, Мерк'юрі бере мікрофон і ходить по сцені. Під час соло Мей грає на своїй гітарі «Red Special». Після цього знову з'являється партія клавішних, але Мерк'юрі її вже не грає.
У кліпі є кілька помилок: кілька секунд в 1:43 в правому нижньому кутку і 3:16 праворуч в кадрі видно відеооператора.

## Живе виконання
На час релізу пісню розглядали як одну з найменш важливих у списку композицій «Queen», тому її виконували наживо лише у 1979 році, останнього разу під час «Crazy Tour». У студійній версії Браян Мей виконував лише гітарне соло, але у концертних версіях, під час «Jazz Tour» і «Crazy Tour», Мей також грав на ритм-гітарі впродовж решти пісні, додаючи більш рокового звучання. Концертна версія пісні увійшла до альбому гурту 1979 року «Live Killers».

## Сингл
На японському, американському, канадському та австралійському виданнях синглу, Б-сторона платівки містила пісню «More Of That Jazz».

## Чарти
| Чарт                                            | Позиція | Рік  |
| ----------------------------------------------- | ------- | ---- |
| Бельгія (Ultratop Flanders)                     | 23      | 1979 |
| Німеччина (Official German Charts)              | 35      | 1979 |
| Ірландія (IRMA)                                 | 10      | 1979 |
| Нідерланди (Dutch Top 40)                       | 14      | 1979 |
| Нідерланди (Mega Single Top 100)                | 16      | 1979 |
| Велика Британія (Official Charts Company)       | 9       | 1979 |
| США (Billboard Hot 100)                         | 86      | 1979 |
| Швеція (Sverigetopplistan)                      | 37      | 2009 |
| Португалія (Portugal Digital Songs (Billboard)) | 7       | 2014 |
| Франція (SNEP)                                  | 53      | 2017 |
| Австралія (ARIA)                                | 53      | 2018 |
| Австрія (Ö3 Austria Top 75)                     | 38      | 2018 |
| Чехія (Singles Digitál Top 100)                 | 13      | 2018 |
| Угорщина (Single Top 40)                        | 17      | 2018 |
| Японія (Japan Hot 100)                          | 37      | 2018 |
| Нідерланди (Mega Single Top 100)                | 97      | 2018 |
| Словаччина (Singles Digitál Top 100)            | 27      | 2018 |
| Іспанія (PROMUSICAE)                            | 84      | 2018 |
| Швейцарія (Media Control AG)                    | 52      | 2018 |
| США (Hot Rock Songs) (Billboard)                | 7       | 2018 |

### Перероблена версія
| Чарт (2019)                      | Позиція |
| -------------------------------- | ------- |
| США (Hot Rock Songs) (Billboard) | 35      |

## Сертифікації
| Країна                | Сертифікація |
| --------------------- | ------------ |
| Італія (FIMI)         | 2×Платина    |
| Велика Британія (BPI) | 2×Платина    |
| США (RIAA)            | Платина      |

## Музиканти
Queen
- Фредді Мерк'юрі — вокал, бек-вокал, піаніно
- Браян Мей — електрогітара, бек-вокал
- Роджер Тейлор — ударні, бубон, трикутник, бек-вокал
- Джон Дікон — бас-гітара

## Використання в поп-культурі
- 2005 року глядачі телевізійної програми «BBC» «Top Gear» обрали пісню як «Найкращу пісню для прослуховування за кермом»[35].
- Пісню було включено до списку пісень для використання на Літніх Олімпійських іграх 1980 року у Москві й випущено того ж року разом з іншою піснею «Queen» «Jealousy» в Радянському Союзі.
- 2015 року електронна компанія «Alba» провела опитування 2000 дорослих у Великій Британії, у якому просили респондентів назвати свою улюблену пісню «яка надихає», де «Do not Stop Me Now» — була найбільш популярною відповіддю[36].
- Версію цієї пісні, яку заспівали актори, використали як тему відкриття телесеріалу «Супер веселий вечір».
- Пісня і стаття про неї у Вікіпедії посідають чільне місце в романі Хенка Гріна 2018 року «Абсолютно чудова річ».
- 2004 року пісню показали у фільмі зомбі-апокаліпсису «Зомбі на ім'я Шон».
- Пісню виконано під час кульмінації (сцени бою) фільму 2015 року «Хардкор».
- У 2018 році відео з живого виконання пісні було представлено під час фінальних титрів фільму «Богемна рапсодія».
- 2019 року пісню виконали в епізоді серіалу «Академія Амбрелла» на"Netflix"[37].
- Пісню виконали в супергеройському фільмі «Шазам!».

## Кавер-версії
Найвідоміші кавер-версії пісні:
- гурт «McFly» записав офіційну кавер-версію пісні для проекту «Sport Relief» у 2006 році. Вона досягла 1-ї позиції у британському чарті синглів, тижня що закінчився 29 липня 2006 року[38] .
- гурт «The Vandals» записав кавер-версію пісні, яка увійшла до їхнього альбому «Hollywood Potato Chip». Музичне відео, зняте для пісні, зображує гітариста і продюсера Воррена Фіцджеральда, який виступає перед китайським театром Граумана, в костюмі Фредді Мерк'юрі.
- Королівський філармонічний оркестр також випустив свою кавер-версію пісні.
- британська співачка Foxes виконала кавер-версію пісні, яка прозвучала 11 жовтня 2014 року в серії «Мумія на східному експресі», телесеріалу «Доктор Хто». Пізніше «BBC» випустило музичне відео, під час трансляції восьмої серії цього серіалу.[39]